# Martigné-Ferchaud
Martigné-Ferchaud é uma comuna francesa na região administrativa da Bretanha, no departamento Ille-et-Vilaine. Estende-se por uma área de 74,87 km². Em 2010 a comuna tinha 2 659 habitantes (densidade: 35,5 hab./km²).